# Ojcowie kapadoccy

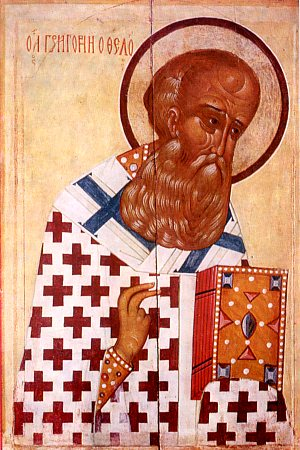
Grzegorz z Nazjanzu

Ojcowie kapadoccy – określenie wczesnochrześcijańskich teologów, Ojców Kościoła, pochodzących z Kapadocji. Do ojców kapadockich zalicza się: świętego Grzegorza z Nyssy, świętego Grzegorza z Nazjanzu, w  tradycji prawosławnej zwanego "teologiem", i świętego Bazylego. Ich nauczanie było kontynuacją szkoły Orygenesa, który znalazł w nich obrońców, którzy znając zasługi i skrajności mistrza, mimo iż czasem się z nim nie zgadzali, zachowali jego ducha
W pismach Ojców kapadockich można znaleźć tematykę grzechu pierworodnego. Kontynuowali oni także zasadnicze linie mariologii Atanazego Wielkiego na temat nieustającego dziewictwa Marii z Nazaretu, jej tytułu Theotokos, oraz jej oczyszczenia i uświęcenia przy Wcieleniu Słowa.